# Rozrazil lesklý

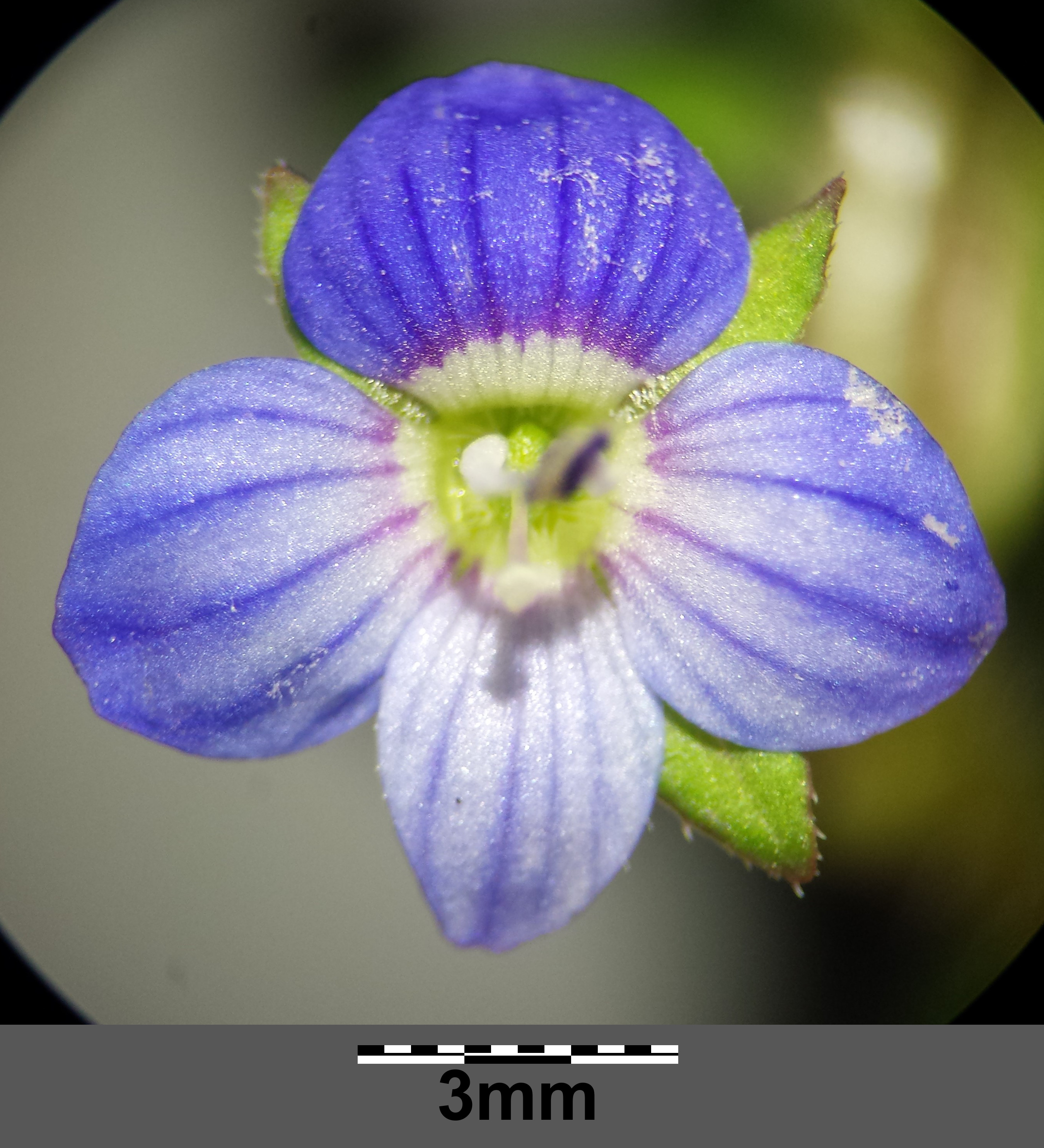
Květ rozrazilu lesklého

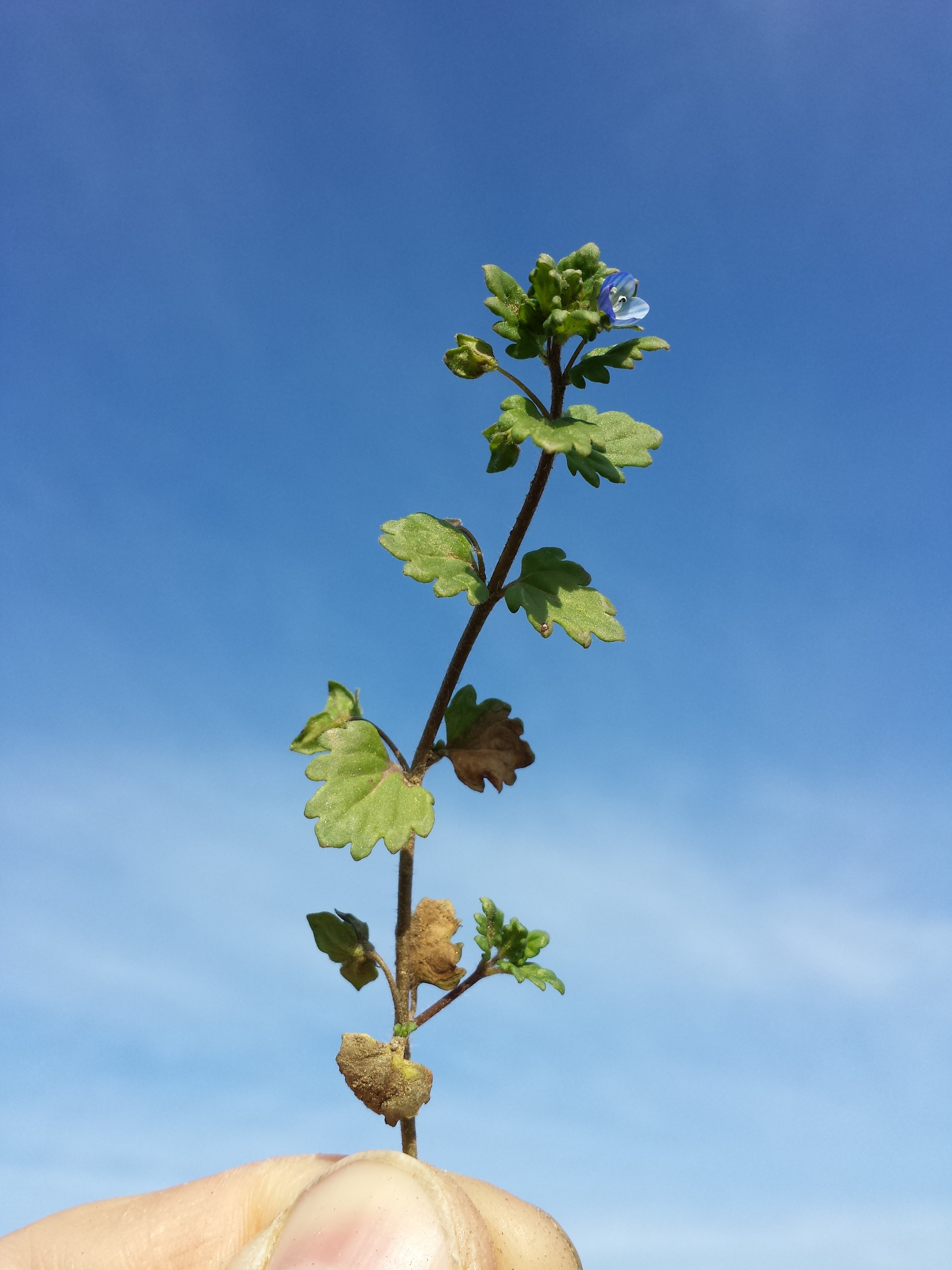
Skutečná velikost lodyhy

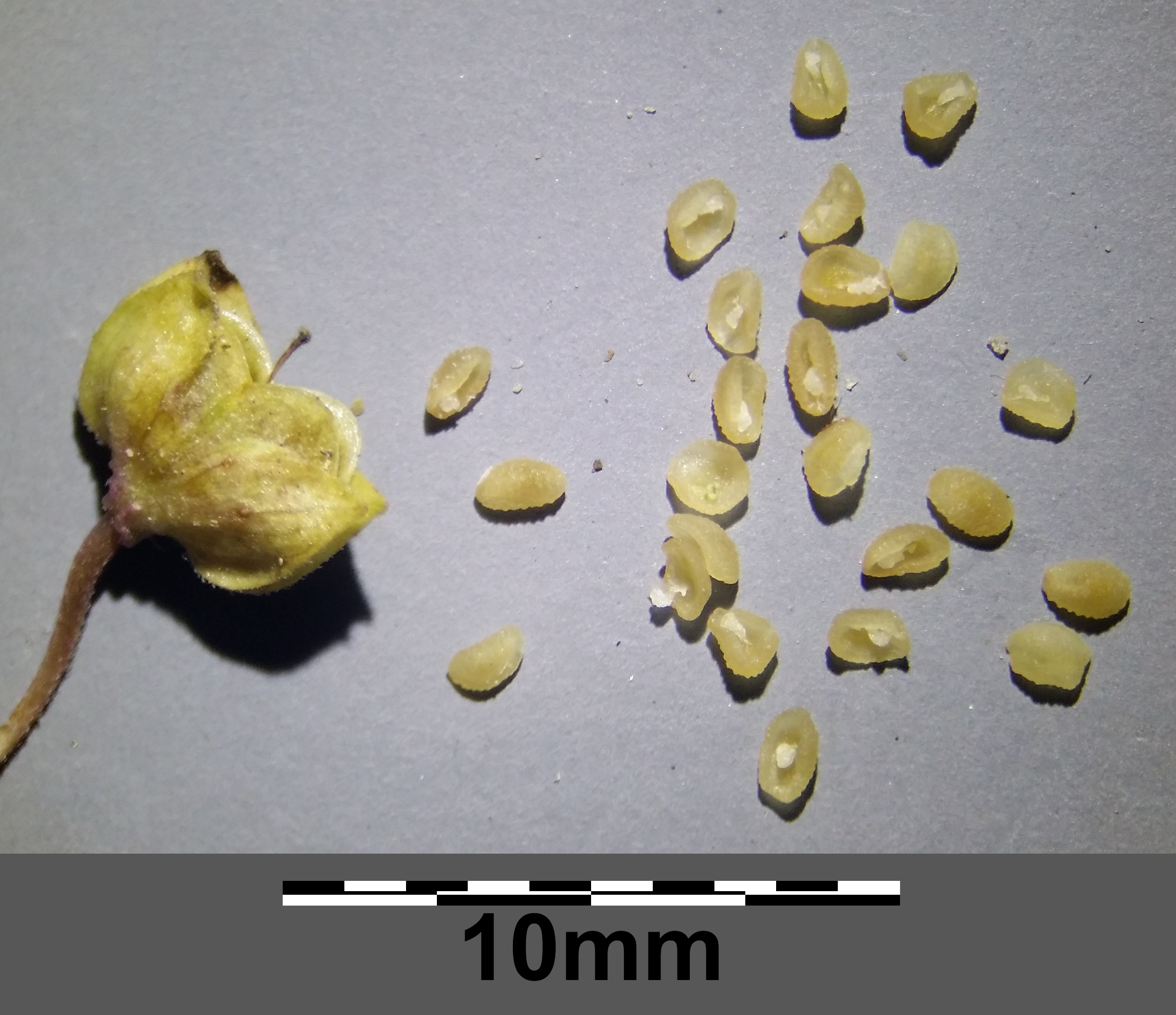
Tobolka se semeny

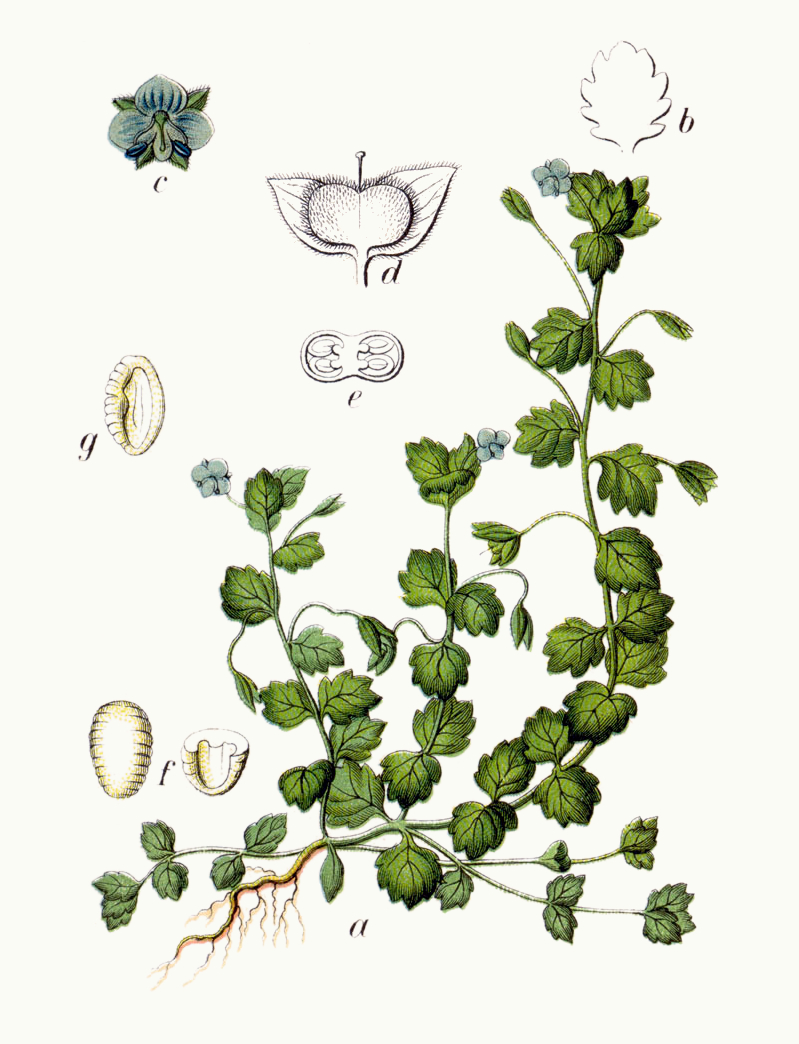
Nákres rostliny

Rozrazil lesklý (Veronica polita) je drobná jednoletá rostlina s poléhavými, obvykle růžicovitě rozprostřených lodyhami, které jsou vysoké 10 až 20 cm. Má četné menší, světle modré, asi 6 mm velké květy, které narůstají a kvetou během celé vegetace. Bylina pochází z Blízkého východu a v české přírodě je považována za náhodně zavlečený a zdomácnělý archeofyt.

## Rozšíření
Hlavní areál této byliny se rozprostírá převážně v mírném pásu Eurasie, od Britských ostrovů a Iberského poloostrova na západě až po Ural, Kavkaz, jihozápadní Asii, Střední Asii a Indický subkontinent; na severu zasahuje až po 65° zeměpisné šířky. Dále má tři arely, první je oddělená Středozemním mořem nachází se na severu Afriky, druhá je v Etiopii a třetí, izolovaná ruskou Sibiří a Dálným východem, se rozkládá v Japonsku a Koreji.
Druhotně byl rozrazil lesklý rozšířen v Asii do severních oblastí Číny a Indie. S osídlováním Ameriky byl zavlečen na severovýchod Spojených států amerických a Kanady, obdobně jako na severozápadní a jihovýchodní území Jižní Ameriky.

## Ekologie
Tato jednoletá nebo ozimá bylina je natolik otužilá, že roste a rozkvétá i v teplejších zimách, může přezimovat v kterémkoliv mladším stádiu vývoje. V České republice je velmi hojným druhem, zejména na úživných půdách, v nížinách a teplých pahorkatinách planárního a kolinního stupně, v suprakolinním stupni roste již pouze roztroušeně a výše do podhůří se dostává jen ojediněle. Bylina se často vyskytuje i na poměrně suchých výslunných stráních, kde není omezována vzrůstnými rostlinami.
Tento terofyt je rostlinou synantropních stanovišť, roste především po okrajích polí, na úhorech, rumištích, po okrajích cest, v záhonech i mezi spárami v dlažbě chodníků a cest. Rozrazilu lesklému vyhovují hlinité, minerálně bohatší půdy bez zapojeného okolního porostu. Hojný bývá na intenzivně obhospodařovaných půdách, často se vyskytuje v zelinářských zahradách nebo v okopaninách, stejně jako v prořídlých ozimých obilovinách, ozimé řepce a vytrvalých pícninách, kde všude bývá považován za plevel. Vyskytuje se i na nevysokých zatravněných a neobráběných plochách v neutrálních až zásaditých půdách bohatých vápníkem, objevuje se také v místech na živiny vyloženě chudých a tam, kde bývá půda přes léto sucha až velmi sucha. Nesnáší místa trvale mokrá, podobně jako hustě zapojené porosty, ve kterých je silně stíněn vyššími rostlinami.
Rostlina vyrůstá ze svislého kořene s do široka rozloženými tenkými bočními kořínky. Kvete a tvoří semena již od mládí, kdy je ještě sporá a jen málo větvená. Postupně se po celou sezonu, od března do října, rozrůstá a produkuje mnoho jednotlivých květů, s příchodem zimy listy tmavnou a rostlina odumírá. Krátkodobé zimní oteplení stačí, aby semena v půdě vyklíčila a rostlina vyrostla. Často kvete již brzy z jara a produkuje semena ještě dřív, než jsou její stanoviště zoraná či posečená. V otevřených slunných oblastech bylina často vytváří ze semen husté kolonie. Mezi nejčastější opylovače patří hlavně drobné mouchy slétající se pro nektar nebo pyl, mezi méně časté návštěvníky patří včely ploskočelky. Semena klíčí velice rychle, za nepříznivého počasí se květy mohou opylovat bez otevření. Počet chromozomů rostliny 2n = 14, stupeň ploidie x = 2.

## Popis
Monokarpická bylina větvená od báze ve větší počet poléhavých a pouze na konci vystoupavých, roztroušeně až hustě chlupatých lodyh, které mají četné uzliny, ve kterých ale nekoření. Lodyhy bývají dlouhé od 10 do 30 cm, v horní polovině jsou vystoupavé a porostlé lesklými, vstřícnými, krátce řapíkatými listy, jež jsou poněkud masité. Čepel listu je vejčitá až tupě trojúhelníkovitá, 0,7 až 1,5 cm dlouhá, po obvodě mírně podvinutá, hrubě pilovitá až chobotnatá od pěti do devíti zubů. Na líci je povrch listu lesklý, tmavě zelený a lysý, na rubu světle zelený a roztroušeně chlupatá. Z jeho lesklého povrchu je odvozeno druhové jméno rostliny „lesklý“.
Lodyhy nesou jednostranný hrozen postupně dorůstajících květů. Toto chudokvěté květenství je tvořeno květy velkými pouze asi 6 mm, které vyrůstají jednotlivě z paždí vstřícných listenů, jež se podobají listům a směrem vzhůru se zmenšují. Květ je oboupohlavný a čtyřčetný, jeho krátká stopka je chlupatá, za květu vztyčená a za plodu nicí.
Kalich velký jako koruna má zelené, úzce vejčité či špičaté, krátce chlupaté cípy dlouhé do 4 mm, krátká kališní trubka je lysá a po odkvětu vytrvalý kalich částečně kryje tobolku. Koruna o průměru asi 6 mm má okrouhlé až obvejčité lístky, tři jsou jasně modré s tmavším žilkováním, spodní světlejší lístek je menší, velmi krátká bělavá korunní trubka má u báze prstenec načervenalých chlupů. Dvě tyčinky, s nitkami vespod přirostlými ke korunní trubce, jsou jen o málo delší než trubka a nesou modré, téměř kulovité, introrzní prašníky. Gyneceum srostlé ze dvou plodolistů je zakončeno rovnou čnělko, nesoucí světle modravou polokulovitou bliznu.
Plod vyrůstající na stopce je pukající, dvoudílná, hnědá tobolka. V obrysu je okrouhlá až ledvinovitá, poněkud nafouklá, dlouhá asi 4 mm a široká 5 mm. Z boku je nepatrně smáčkla, celá je pokrytá krátkými chlupy a na vrcholu má srdčitý zářez, z něhož vyčnívá suchá čnělka. Otvírá se dvěma chlopněmi a může obsahovat až kolem deseti elipticky zakřivených semen, dlouhých asi 1 mm a na povrchu jemně vrásčitých.
Rozmnožuje se výhradně generativně. Z jedné byliny postupně vypadá do blízkosti až několik stovek nestejně klíčivých semen, jež mají rozličně dlouhou dobu dormance. Mladé semenáče se následně objevují v průběhu celého vegetačního období.

## Možnost záměny
Rozrazilu lesklému je velmi podobný vzácnější rozrazil matný (Veronica opaca), který má nejen nelesklé listy, ale u něj ze zářezu tobolky nevyčnívá zbytek suché čnělky. Dalším podobným druhem je rozrazil polní (Veronica agrestis), který se v době kvetení odlišuje světlými, bělavými, narůžovělými nebo jen velmi světle modrými květy. Nejčastěji dochází k záměnám s taktéž hojným rozrazilem perským (Veronica persica), který se liší plodními stopkami nápadně delšími než příslušný listen, většími květy (často až dvojnásobně) a tobolkou, která má na vrcholu obvykle velmi mělký zářez.

## Význam
Rozrazil lesklý je málo škodící polní a zahradní plevel, který nejčastěji poškozuje zejména prořídlé víceleté pícniny, okopaniny, ozimé obiloviny, ozimou řepku aj. Při dobré péči o půdu, například vláčením před výsevem obilí a vytrvalých pícnin, patří mezi málo nebezpečné plevelné druhy. Na lehkých a výživných půdách však přesto bývá hojný, jeho výskyt však nebývá tragický.